# L'Auberson
Pour les articles homonymes, voir Auberson.
L'Auberson est une localité de la commune suisse de Sainte-Croix, dans le canton de Vaud.

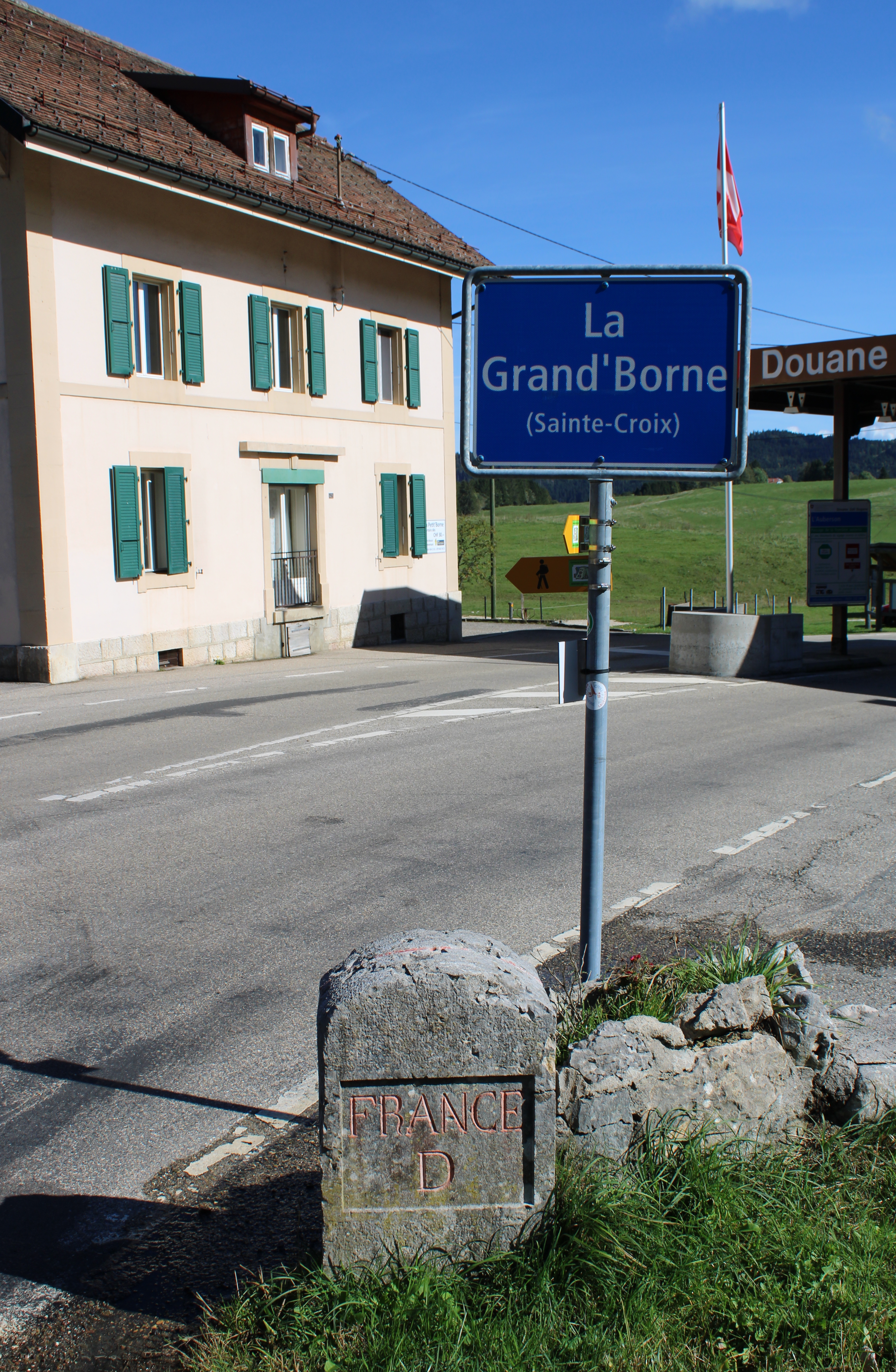
La Grand'Borne, à 3 km du bourg, borne frontière franco-suisse N° 8 en direction des Fourgs.
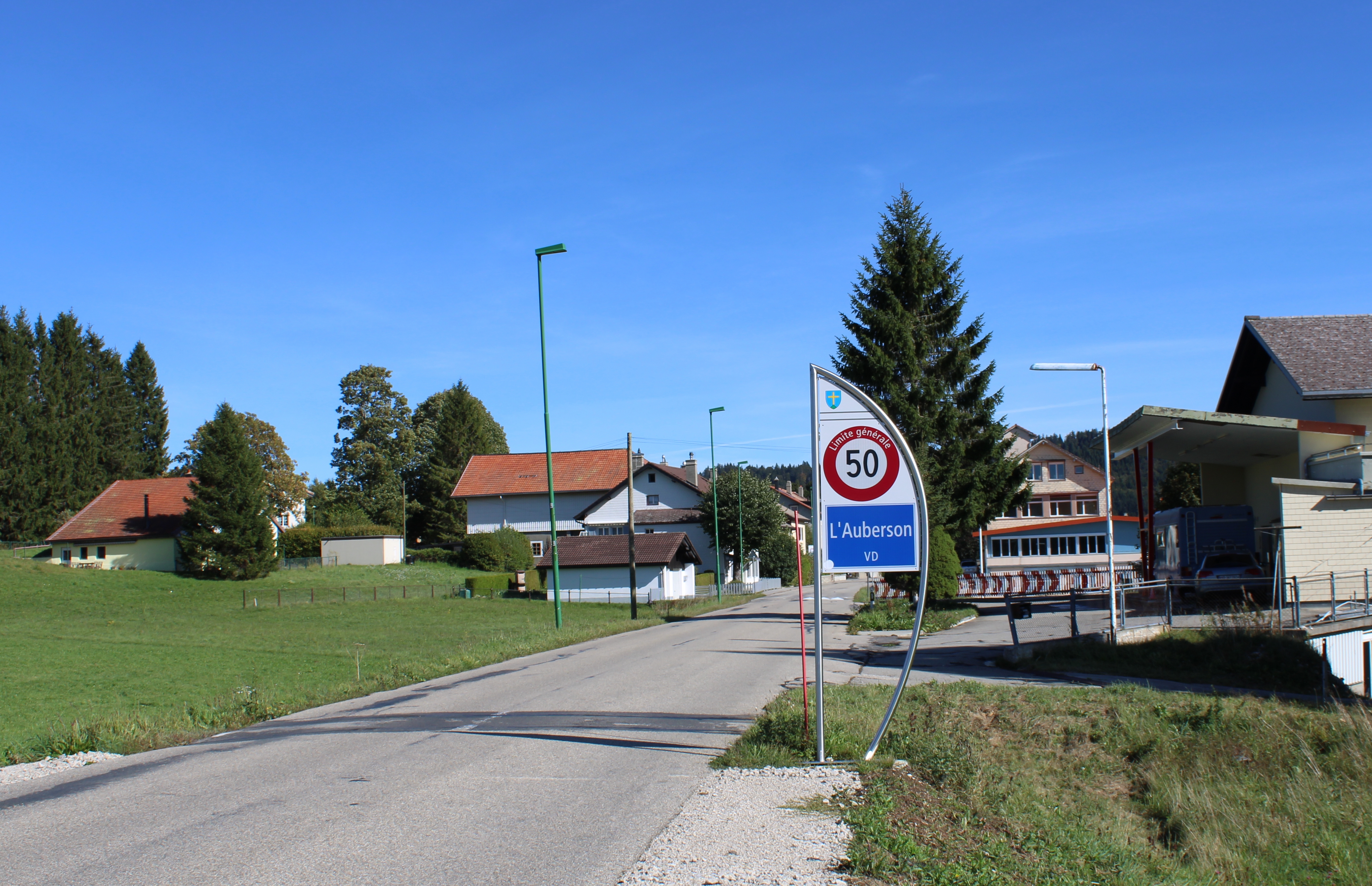
Entrée du village.

## Population

### Surnom
Les habitants de la commune sont surnommés les Culs-Gelés (lè Tiu-Dzalâ en patois vaudois), en référence aux grands froids dans la région.

## Patrimoine

### Musée
Le village est le siège d'un musée de l'automate, le Musée Baud.

### Personnalités liées à la commune
La pasteure et historienne Lydia von Auw a officié à l'Auberson de 1949 à 1960. Elle rédige sa thèse de doctorat durant cette période.

## Horlogerie
La fabrique horlogère De Bethune y est installée.